# Spoorlijn Ellenserdamm - Ocholt
De spoorlijn Ellenserdamm - Ocholt was een Duitse spoorlijn, die als spoorlijn 1534 onder beheer stond van DB Netze.

## Geschiedenis
Op 1 september 1876 werd het gedeelte van Ocholt naar Westerstede als smalspoorlijn geopend door de Ocholt-Westersteder Eisenbahngesellschaft. Op 1 januari 1893 werd het gedeelte van Ellenserdamm naar Bockhorn door de Großherzoglich Oldenburgische Eisenbahn geopend en in november datzelfde jaar verlengd tot Grabstede. Door het toenemende belang van de marinehaven in Wilhelmshaven werd besloten het gedeelte tussen Grabstede en Westerstede te bouwen en het tracé van Ocholt naar Westerstede om te bouwen naar normaalspoor. Op 16 oktober 1904 reed de laatste smalspoortrein en twee weken later kan de baan heropend worden voor normaalspoorverkeer. Op 1 oktober 1905 was het ontbrekende gedeelte klaar en doorgaand verkeer mogelijk.
In 1954 is het personenvervoer op de lijn opgeheven. Het goederenvervoer werd tussen Grabstede en Westerstede opgeheven in 1966. In 1992 werd ook het goederenvervoer op het gedeelte tussen Ellenserdamm en Grabstede opgeheven. Tot 31 december 2001 is er nog goederenverkeer tussen Westerstede en Ocholt geweest, thans is dit gedeelte nog in gebruik door de Ammerländer Schienenbus en voor spoorfietsen, de rest van de lijn is opgebroken.